# Accidentes de Tokaimura
En la localidad de Tōkai-mura de la (Prefectura de Ibaraki, Japón), a unos 125 km de Tokio se produjeron dos accidentes nucleares de considerable importancia. Uno en 1997 y el otro dos años más tarde, en 1999.

## Accidente de 1997
A las 10:00 del 11 de marzo de 1997 en la planta de procesamiento de desperdicios de baja radiactividad de la corporación Dōnen (Corporación de Desarrollo Nuclear) se declaró un incendio haciendo sonar las alarmas. La reacción de los operarios llegó a los cuatro minutos cuando arrojaron un metro cúbico de agua sobre el fuego, extinguiéndolo.

### Consecuencias
Aunque parecía que el peligro había pasado y la situación estaba controlada a las 18.04 de ese día hubo una explosión en esa misma planta que destrozó algunos muros y ventanas del edificio.
Como consecuencia 37 trabajadores de los 112 que estaban en ese momento trabajando en la planta fueron expuestos a niveles de radiación ligeramente superiores a los normales (60 millones de becquerel) aunque sin llegar a ser peligrosos.

## Accidente de 1999
Sin embargo el accidente que se produjo el 30 de septiembre de 1999 en una planta de reciclaje de combustible nuclear de la empresa JCO fue todavía más grave.
El 30 de septiembre de 1999, a las 10:35 de la mañana, Hisashi Ouchi, un operario de la planta nuclear japonesa de Tokaimura, se encontraba con un compañero arrojando polvo de uranio enriquecido en una gran pileta de ácido nítrico, para elaborar combustible para usar en un reactor nuclear.
Algo salió mal mientras realizaban este procedimiento, y un destello azul se disparó de pronto de la tinaja en la que vertían el uranio. Fue el principio del fin. La luminosidad era la manifestación de la fisión nuclear que se estaba produciendo, que provocó una alta emisión de neutrones y rayos gamma, los más letales para la salud humana.
Ouchi, que se encontraba justo sobre la gran tina donde se produjo la fisión en cadena, recibió en su anatomía una radiación miles de veces superior a la dosis media anual que puede soportar cualquier ser humano. De acuerdo con un informe realizado por la cadena española Antena 3, el operario recibió una carga radioactiva similar a la emitida en el epicentro de la explosión atómica de Hiroshima.
Masato Shinohara, el otro operario que se encontraba junto a Ouchi, aunque estaba un poco más separado de la pileta, también recibió una alta dosis de radiación.
A las 12:00 saltaron las alarmas de la planta y en un primer momento se desalojaron las casas más cercanas y se estableció un perímetro de seguridad de 350 m. A las 23:00 viendo la magnitud del problema las autoridades decidieron establecer un perímetro de 10 km y recomendar a las 310.000 personas que vivían dentro de él que no saliesen de sus casas. Este es el peor desastre en instalaciones nucleares en Japón antes de Fukushima.
La empresa reconoció que la causa había sido una sobrecarga de uranio: habían aplicado 16 kg del elemento químico cuando el máximo era 2,3. Pero este error no hubiera podido cometerse si se hubiera aplicado la medida de prevención de riesgos laborales obligatoria de no usar recipientes que pudiesen contener una medida mayor a la masa crítica.

### Consecuencias
- Se llegaron a alcanzar niveles de hasta 15.000 veces el límite de lo permisible para la vida. Otros informes señalaron que esa cifra alcanzó las 40.000.
- Se prohibió pescar y beber en las aguas cercanas al accidente.
- Se prohibió la cosecha de cualquier explotación agrícola.
- 49 personas entre población y trabajadores sufrieron daños de diversa gravedad y dos de ellas murieron a causa de la exposición a la radiactividad.
- Hisashi Ouchi fue el ser humano que mayor carga radioactiva absorbió en la historia y sufrió por ello una terrorífica agonía de 83 días antes de fallecer.

### Responsabilidades
Como resultado seis altos cargos de la empresa JCO fueron condenados a penas de entre dos y cuatro años de cárcel por negligencia. Y a responder por los daños causados a la sociedad y a los gastos por mantenimiento de limpieza en la planta.

### Vigésimo aniversario del accidente nuclear
A más de 20 años del accidente del 30 de septiembre de 1999, se recuerda que hubo fallas en el sistema de atención de emergencias, y que Japón debe decidir qué lecciones ha aprendido de este accidente nuclear.